# Jacques Benders
Jacobus Franciscus „Jacques“ Benders (* 1. Juni 1924 in Swalmen; † 9. Januar 2017 in Eindhoven) war ein niederländischer Mathematiker, der sich mit Mathematischer Optimierung befasste. Er war Professor an der Technischen Universität Eindhoven.
Benders arbeitete seit den 1940er Jahren als Statistiker und ab 1955 für Shell (Shell Labor KSLA in Nord-Amsterdam) in der Optimierung der Logistik von Raffinerien. 1960 wurde er an der Universität Utrecht bei Hans Freudenthal mit einer Arbeit über mathematische Optimierung promoviert (Partitioning in Mathematical Programming). In seiner Dissertation veröffentlichte er seine Methode (Benders-Zerlegung) für die Lösung großer linearer Programmierungsaufgaben mit spezieller Blockstruktur. Zuerst präsentierte er seine Methode auf dem 8. International Meeting of the Institute of Management Science 1961 in Brüssel. 1963 wurde er Professor für Operations Research an der TU Eindhoven, auf dem ersten solchen Lehrstuhl in den Niederlanden. Die Association of European Operational Research Societies zeichnete Benders 2009 für seine Arbeiten mit der EURO Gold Medal aus.

## Schriften
- Partitioning procedures for solving mixed-variables programming problems, Numerische Mathematik, Band 4, 1962, S. 238–252 (Benders-Zerlegung)